# Liste von Textadventures
Die Liste von Textadventures soll eine möglichst vollständige Auflistung von Textadventures bieten, die als Einzelprodukte im regulären Handel erhältlich waren oder sind. Nichtkommerzielle Textadventures (Interactive Fiction) sollen nur aufgenommen werden, wenn sie bei fachmedial beachteten, internationalen Wettbewerben (IFComp, XYZZY Awards, Spring Thing) den ersten Platz belegt haben oder von relevanten Fachmedien als wegweisend eingestuft werden. Als Textadventure im Sinne dieser Liste gelten Spiele, die das Spielgeschehen in Textform darstellen und Eingaben mittels eines Parsers verarbeiten. Nicht berücksichtigt werden sollen mithin Visual Novels und Multiple-Choice-Adventures nach Art eines Spielbuchs.
Um eine Tabellenüberfrachtung zu vermeiden, sollen Spiele, die für mehr als drei Systeme erschienen sind, unter „Systeme“ den Eintrag „Diverse“ enthalten. Die Spalte „Genre“ soll einen Eintrag aus der folgenden Liste enthalten. Eine Änderung der Genreliste setzt einen Konsens auf der Diskussionsseite voraus. Genres: Abenteuer, Edutainment, Fantasy, Geschichte, Horror, Krimi, Literarisches Experiment, Literatur, Mythen, Science Fantasy, Science-Fiction, Slice of Life, Spionage, Steampunk, Zeitreisen.

## Kommerzielle Textadventures
| Kürzel | System       | Kürzel | System            | Kürzel | System           | Kürzel | System      | Kürzel | System         |
| ------ | ------------ | ------ | ----------------- | ------ | ---------------- | ------ | ----------- | ------ | -------------- |
| AII    | Apple II     | AMI    | Commodore Amiga   | ARC    | Acorn Archimedes | AT8    | Atari 8-bit | BBC    | BBC Micro      |
| C64    | Commodore 64 | COL    | Coleco Adam       | CPC    | Schneider CPC    | DOS    | MS-DOS      | ELE    | Acorn Electron |
| FM7    | FM-7         | LIN    | Linux             | MAC    | macOS            | MSX    | MSX         | P88    | PC-88          |
| PCB    | PC Booter    | PCW    | Schneider Joyce   | PET    | Commodore PET    | ST     | Atari ST    | TI     | TI-99/4A       |
| TRS    | TRS-80       | WIN    | Microsoft Windows | X1     | Sharp X1         | ZX     | ZX Spectrum |        |                |

| Spiel                                          | Jahr | Studio                     | Publisher                 | Autor                              | Engine       | Systeme                          | Genre                      | Text/Grafik       |
| ---------------------------------------------- | ---- | -------------------------- | ------------------------- | ---------------------------------- | ------------ | -------------------------------- | -------------------------- | ----------------- |
| 007: Aqua Base                                 | 1982 | ASD&D                      | ASD&D                     | Scott Morgan                       |              | TI                               | Spionage                   | Text              |
| 0° Nord                                        | 1985 | Axis Komputerkunst         | Ariolasoft                |                                    |              | AT8, C64                         | Abenteuer                  | Text/Grafik       |
| 17.11.1989                                     | 1989 | Doublesoft                 | Doublesoft                |                                    |              | ZX                               | Slice of Life              | Text              |
| 1942 Mission                                   | 1984 | CCS                        | CCS                       | Tom Frost                          |              | ZX                               | Spionage                   | Text              |
| 2010: The Text Adventure Game                  | 1985 | Coleco                     | Coleco                    | Michael Price, B. Dennis Sustare   |              | COL                              | Science-Fiction            | Text              |
| 2112: A Field Trip                             | 2001 | Mutilation Software        | Mutilation Software       | George Algire                      |              | WIN                              | Science-Fiction            | Text/Grafik       |
| 4 Mile Island Adventure                        | 1983 | Owls Nest Software         | Owls Nest Software        |                                    |              | TRS                              | Slice of Life              | Text              |
| A Christmas Adventure                          | 1983 | Chartscan Data             | Chartscan Data            |                                    |              | AII, AT8, C64, TRS               | Mythen                     | Text/Grafik       |
| A Dark Sky Over Paradise                       | 1989 | Interactive Technology     | Interactive Technology    | Martyn Westwood                    | GAC          | C64, ZX                          | Science-Fiction            | Text              |
| A Fistful of Necronomicons                     | 1995 | Zenobi Software            | Zenobi Software           | George Hoyle                       | PAW          | ZX                               | Fantasy                    | Text              |
| A Harvesting Moon                              | 1985 | 8th Day Software           | 8th Day Software          | Michael White                      | The Quill    | ZX                               | Mystery                    | Text/Grafik       |
| A Journey into Xanth                           | 1993 |                            | Softworks                 | Neil Sorenson                      | AGT          | DOS                              | Fantasy, Literatur         | Text              |
| A Legacy for Alaric                            | 1989 | Zenobi Software            | Zenobi Software           | Palmer Eldritch                    | PAW          | ZX                               | Fantasy                    | Text              |
| A Mind Forever Voyaging                        | 1985 | Infocom                    | Infocom                   | Steve Meretzky                     | ZIL          | Diverse                          | Science-Fiction            | Text              |
| Abracadabra                                    | 1988 | Odisea Software            | Proein                    | Jorge Blécua                       | PAW          | MSX, CPC, ZX                     | Fantasy                    | Text/Grafik       |
| Abyss                                          | 1984 | Humming Bird Soft          | Humming Bird Soft         |                                    |              | FM7, P88                         | Science-Fiction            | Text/Grafik       |
| Abyss II: Tears of Emperor                     | 1985 | Humming Bird Soft          | Humming Bird Soft         |                                    |              | FM7, P88, X1                     | Science-Fiction            | Text/Grafik       |
| Acheton                                        | 1980 |                            | Acornsoft, Topologika     | Jonathan Partington, David Seal    |              | ELE, DOS, CPC, ZX                | Fantasy                    | Text              |
| Advanced Xoru                                  | 1989 | Castle Technologies        | Castle Technologies       | Brian Sanders                      |              | DOS                              | Fantasy                    | Text              |
| Adventure                                      | 1982 | Bug-Byte                   | Bug-Byte                  | Simon Wadsworth                    |              | ZX-81                            | Fantasy                    | Text              |
| Adventure at Windmere Estate                   | 1982 | Dynacomp                   | Dynacomp                  | Dennis Strong                      |              | AII                              | Abenteuer                  | Text              |
| Adventure in Time                              | 1981 | American Eagle Software    | American Eagle Software   | Paul Berker                        |              | AII, AT8                         | Zeitreisen                 | Text              |
| Adventure in Time and Space                    | 1992 |                            | Atlas Adventure Software  | Dorothy Millard                    | The Quill    | C64                              | Zeitreisen                 | Text              |
| Adventure in Wonderland                        | 1983 | Prickly-Pear Software      | Prickly-Pear Software     | Bill Sethares                      |              | TRS                              | Literatur                  | Text              |
| Adventure Quest                                | 1982 | Level 9                    | Level 9                   | Mike, Nick und Peter Austin        | A-Code       | Diverse                          | Fantasy                    | Text              |
| Adventureland                                  | 1978 | Adventure International    | Adventure International   | Scott Adams                        |              | Diverse                          | Fantasy                    | Text              |
| Adventureland XL                               | 2019 | Clopas                     | Clopas                    | Scott Adams                        |              | WIN                              | Fantasy                    | Text/Grafik       |
| Adventures in Flesh                            | 1983 | Krell Software             | Krell Software            | Fred Williams                      |              | AII                              | Science-Fiction            | Text              |
| Adventures in Videoland: Rollercoaster         | 1982 | Creative Computing         | Creative Computing        | David Lubar                        |              | AII                              | Krimi                      | Text              |
| Adventures of Barsak the Dwarf                 | 1984 | Gilsoft                    | Gilsoft                   | P. & V. Napolitano                 | The Quill    | C64, ZX                          | Fantasy                    | Text              |
| Adventures Through Time: Scavenger Hunt        | 1989 | Aurum Software             | Aurum Software            |                                    |              | AMI                              | Science-Fiction            | Text/Grafik/Menüs |
| Africa Gardens                                 | 1984 | Gilsoft                    | Gilsoft                   | Tom Davies                         | The Quill    | C64, ZX                          | Mystery                    | Text/Grafik       |
| African Adventure                              | 1980 | SoftSide                   | SoftSide                  | R&B Fullerton, C&K Russell         |              | AII, AT8, C64, DOS, TRS          | Adventure                  | Text              |
| After Shock                                    | 1986 | Interceptor Software       | Interceptor Software      | David Banner                       |              | CPC, PCW, ZX                     | Slice of Life              | Text/Grafik       |
| Agatha's Folly                                 | 1989 | Martin Games               | Zenobi Software           | Linda Wright                       | PAW          | ZX                               | Slice of Life              | Text              |
| AI Dungeon 2                                   | 2019 | Latitude                   | Latitude                  | Nick Walton                        |              | WIN                              |                            | Text              |
| Alaskan Adventure                              | 1982 | SoftSide                   | SoftSide                  | Peter Kirsch                       |              | AII, AT8, TRS                    | Abenteuer                  | Text              |
| Aliard’s Tome                                  | 1983 | Romik Software             | Romik Software            | Rod Webb-Taylor                    |              | C64                              | Fantasy                    | Text              |
| Alice: Adventures in Wonderland                | 1984 | PSK                        | PSK                       | Yoshihiro Takechi                  |              | FM7, P88                         | Literatur                  | Text/Grafik       |
| Alice in Wonderland                            | 1984 | Arrow Soft                 | Micro Cabin               | Hiroyuki Hashimoto                 |              | FM7, MSX, P88, X1                | Literatur                  | Text              |
| Alien Adventure                                | 1981 | SoftSide                   | SoftSide                  | Alan Zett                          |              | AII, AT8, TRS                    | Science Fiction            | Text              |
| Alien Egg                                      | 1981 |                            | Atari Program Exchange    | Robert Zdybel                      |              | AT8                              | Science Fiction            | Text              |
| Amazon                                         | 1984 | Telarium                   | Telarium                  | Michael Crichton                   |              | Diverse                          | Abenteuer                  | Text/Grafik       |
| Amnesia                                        | 1986 | Cognetics Corporation      | Electronic Arts           | Thomas Michael Disch               | King Edward  | AII, C64, DOS                    | Slice of Life, Krimi       | Text              |
| Arthur: The Quest for Excalibur                | 1989 | Infocom                    | Infocom                   | Bob Bates                          | ZIL          | Diverse                          | Literatur                  | Text/Grafik/Menüs |
| Asylum                                         | 1981 | Med Systems                | Med Systems               | William F. Denman Jr.              |              | Diverse                          | Slice of Life              | Text/Grafik       |
| Atlantis                                       | 1985 | Axis Komputerkunst         | Ariolasoft                | Günter Möhle, Brigitte Möhle       |              | AT8, C64                         | Abenteuer                  | Text/Grafik       |
| Ballyhoo                                       | 1986 | Infocom                    | Infocom                   | Jeff O’Neill                       | ZIL          | Diverse                          | Slice of Life              | Text              |
| Beyond Zork                                    | 1987 | Infocom                    | Infocom                   | Brian Moriarty                     | ZIL          | Diverse                          | Fantasy                    | Text/Grafik       |
| Blade of Blackpool                             | 1982 | Sirius Software            | Sirius Software           | Tim Wilson                         |              | Diverse                          | Fantasy                    | Text/Grafik       |
| Border Zone                                    | 1987 | Infocom                    | Infocom                   | Marc Blank                         | ZIL          | Diverse                          | Spionage                   | Text              |
| Borrowed Time                                  | 1985 | Interplay                  | Activision                | Brian Fargo                        |              | Diverse                          | Krimi                      | Text/Grafik/Menüs |
| Breakers                                       | 1986 | Synapse Software           | Brøderbund                | Rodney Smith                       | BTZ          | Diverse                          | Science-Fiction            | Text              |
| Brimstone                                      | 1985 | Synapse Software           | Brøderbund                | James Paul                         | BTZ          | Diverse                          | Literatur                  | Text              |
| Bureaucracy                                    | 1987 | Infocom                    | Infocom                   | Douglas Adams                      | ZIL          | Diverse                          | Slice of Life              | Text              |
| Castle                                         | 1981 |                            | Atari Program Exchange    | Robert Zdybel                      |              | AT8                              | Fantasy                    | Text              |
| Castle of Terror                               | 1985 | Beam Software              | Melbourne House           | Grahame Willis                     |              | C64                              | Horror                     | Text/Grafik       |
| Colossal Adventure                             | 1982 | Level 9                    | Level 9                   | Mike, Nick und Peter Austin        | A-Code       | Diverse                          | Fantasy                    | Text              |
| Corruption                                     | 1988 | Magnetic Scrolls           | Rainbird Software         | Robert Steggles                    |              | Diverse                          | Krimi                      | Text/Grafik       |
| Countdown to Doom                              | 1982 |                            | Acornsoft, Topologika     | Peter Killworth                    |              | BBC, CPC, DOS, ELE, ZX           | Science-Fiction            | Text              |
| Critical Mass                                  | 1982 | Sirius Software            | Sirius Software           | Bob Blauschild                     |              | AII, C64                         | Krimi                      | Text/Grafik       |
| Cromwell House                                 | 1985 | Axis Komputerkunst         | Ariolasoft                | Jürgen Römer                       |              | AT8, C64                         | Krimi                      | Text              |
| Cutthroats                                     | 1984 | Infocom                    | Infocom                   | Michael Berlyn, Jerry Wolper       | ZIL          | Diverse                          | Abenteuer                  | Text              |
| Das Stundenglas                                | 1990 | Weltenschmiede             | Software 2000             | Harald Evers                       |              | AMI, ST, DOS                     | Fantasy                    | Text/Grafik       |
| Deadline                                       | 1982 | Infocom                    | Infocom                   | Marc Blank                         | ZIL          | Diverse                          | Krimi                      | Text              |
| Deja Vu                                        | 1985 | Axis Komputerkunst         | Ariolasoft                | Ralf Schucke                       |              | AT8, C64                         | Fantasy                    | Text/Grafik       |
| Denis Through the Drinking Glass               | 1984 | Applications Software      | Applications Software     | Roger Taylor                       | The Quill    | AT8, BBC, C64, ELE, ZX           | Literarisches Experiment   | Text              |
| Die Kathedrale                                 | 1991 | Weltenschmiede             | Software 2000             | Harald Evers                       |              | AMI, DOS                         | Krimi, Zeitreisen          | Text/Grafik       |
| Dodgy Geezers                                  | 1986 | Lever/Jones                | Melbourne House           | Trevor Lever, Peter Jones          | The Quill    | Diverse                          | Slice of Life              | Text/Grafik       |
| Drachen von Laas                               | 1991 | Attic                      | Attic                     | Guido Henkel                       |              | AMI, ST, DOS                     | Fantasy                    | Text/Grafik       |
| Dragonworld                                    | 1984 | Byron Preiss V. P.         | Telarium                  | Byron Preiss, Michael Reaves       |              | Diverse                          | Fantasy                    | Text/Grafik       |
| Dungeon Adventure                              | 1982 | Level 9                    | Level 9                   | Mike, Nick und Peter Austin        | A-Code       | Diverse                          | Fantasy                    | Text              |
| Earthquake San Francisco 1906                  | 1981 | Adventure International    | Adventure International   | Jyym Pearson                       |              | AII, AT8, TRS                    | Geschichte                 | Text              |
| Emerald Isle                                   | 1985 | Level 9                    | Level 9                   | Shaun D. Abbott                    | A-Code       | Diverse                          | Abenteuer                  | Text/Grafik       |
| Empire of the Over-Mind                        | 1981 | Microcomputer Games        | Avalon Hill               |                                    |              | AII, AT8, TRS                    | Fantasy                    | Text              |
| Enchanter                                      | 1983 | Infocom                    | Infocom                   | Marc Blank, Dave Lebling           | ZIL          | Diverse                          | Fantasy                    | Text              |
| Eric the Unready                               | 1993 | Legend Entertainment       | Legend Entertainment      | Bob Bates                          |              | DOS                              | Fantasy                    | Text/Grafik/Menüs |
| Escape from Rungistan                          | 1982 | Sirius Software            | Sirius Software           | Bob Blauschild                     |              | AII, P88                         | Spionage                   | Text/Grafik       |
| Escape from Traam                              | 1981 | Adventure International    | Adventure International   | Jyym Pearson                       |              | AII, AT8, TRS                    | Science-Fiction            | Text              |
| Espionage Island                               | 1982 | Artic Computing            | Artic Computing           | Charles Cecil                      |              | C64, CPC, ZX                     | Spionage                   | Text              |
| Essex                                          | 1985 | Synapse Software           | Brøderbund                | Bill Darrah                        | BTZ          | Diverse                          | Science-Fiction            | Text              |
| Eye of Bain                                    | 1984 | Artic Computing            | Artic Computing           | Simon Wadsworth                    |              | ZX                               | Fantasy                    | Text/Grafik       |
| Fahrenheit 451                                 | 1984 | Byron Preiss V. P.         | Telarium                  | Ray Bradbury, Byron Preiss         |              | Diverse                          | Science-Fiction            | Text/Grafik       |
| Fish!                                          | 1988 | Magnetic Scrolls           | Rainbird Software         | J. Molloy, P. South, P. Kemp       |              | Diverse                          | Science-Fiction            | Text/Grafik       |
| Forbidden Castle                               | 1985 | Angelsoft                  | Mindscape                 | Mercer Mayer                       |              | AII, PCB                         | Fantasy                    | Text              |
| Gateway                                        | 1992 | Legend Entertainment       | Legend Entertainment      | Mike Verdu, Glen Dahlgren          |              | DOS, WIN                         | Science-Fiction, Literatur | Text/Grafik/Menüs |
| Gateway 2: Homeworld                           | 1993 | Legend Entertainment       | Legend Entertainment      | Glen Dahlgren, Mike Verdu          |              | DOS, WIN                         | Science-Fiction            | Text/Grafik/Menüs |
| G.F.S.Sorceress                                | 1981 | Microcomputer Games        | Avalon Hill               | Michael Cullum                     |              | AII, AT8, TRS                    | Science-Fiction            | Text              |
| Ghost Town                                     | 1980 | Adventure International    | Adventure International   | Scott Adams                        |              | Diverse                          | Abenteuer                  | Text              |
| Giant Killer                                   | 1987 | Topologika                 | Topologika                | Peter Killworth                    |              | ARC, BBC, CPC, DOS, ELE, PCW, ZX | Edutainment                | Text              |
| Gnome Ranger                                   | 1987 | Level 9                    | Rainbird Software         | Peter Austin                       | KAOS         | Diverse                          | Fantasy                    | Text/Grafik       |
| Golden Apple                                   | 1983 | Artic Computing            | Artic Computing           | Simon Wadsworth                    |              | ZX                               | Abenteuer                  | Text              |
| Ground Zero                                    | 1984 | Artic Computing            | Artic Computing           | Colin Smith                        |              | ZX                               | Slice of Life              | Text              |
| Gruds in Space                                 | 1983 | Sirius Software            | Sirius Software           | Chuck Sommerville, Joseph Dudar    |              | AII, AT8, C64                    | Science-Fiction            | Text/Grafik       |
| Hampstead                                      | 1984 | Lever/Jones                | Melbourne House           | Trevor Lever, Peter Jones          | The Quill    | Diverse                          | Slice of Life              | Text/Grafik       |
| Hellowoon                                      | 1987 | Dragonware                 | Ariolasoft                | Guido Henkel                       |              | AMI, ST, C64                     | Fantasy                    | Text/Grafik       |
| Hexuma                                         | 1992 | Weltenschmiede             | Software 2000             | Harald Evers                       |              | AMI, DOS                         | Horror                     | Text/Grafik/Menüs |
| High $stake$                                   | 1986 | Angelsoft                  | Mindscape                 | Dick Francis                       |              | AII, PCB                         | Krimi                      | Text              |
| Hollywood Hijinx                               | 1986 | Infocom                    | Infocom                   | Dave Anderson, Liz Cyr-Jones       | ZIL          | Diverse                          | Slice of Life              | Text              |
| Inca Curse                                     | 1981 | Artic Computing            | Artic Computing           | Charles Cecil                      |              | C64, CPC, ZX                     | Abenteuer                  | Text              |
| Infidel                                        | 1983 | Infocom                    | Infocom                   | Michael Berlyn                     | ZIL          | Diverse                          | Abenteuer                  | Text              |
| Ingrid’s Back                                  | 1988 | Level 9                    | Rainbird Software         | Peter Austin, Peter McBride        | KAOS         | Diverse                          | Fantasy                    | Text/Grafik       |
| James Bond 007: A View to a Kill               | 1985 | Angelsoft                  | Mindscape                 | Raymond Benson                     |              | AII, DOS, MAC                    | Abenteuer, Literatur       | Text              |
| James Bond 007: Goldfinger                     | 1986 | Angelsoft                  | Mindscape                 | Raymond Benson                     |              | AII, MAC, PCB                    | Abenteuer, Literatur       | Text              |
| Jewels of Darkness                             | 1986 | Level 9                    | Rainbird Software         | Mike, Nick und Peter Austin        | A-Code       | Diverse                          | Fantasy                    | Text/Grafik       |
| Jinxter                                        | 1987 | Magnetic Scrolls           | Rainbird Software         | Georgina Sinclair, Michael Bywater |              | Diverse                          | Science Fantasy            | Text/Grafik       |
| Journey                                        | 1989 | Infocom                    | Infocom                   | Marc Blank                         | ZIL          | Diverse                          | Fantasy                    | Text/Grafik/Menüs |
| Kabul Spy                                      | 1982 | Sirius Software            | Sirius Software           | Tim Wilson                         |              | AII                              | Spionage                   | Text/Grafik       |
| Kingdom of Hamil                               | 1980 |                            | Acornsoft, Topologika     | Jonathan Partington                |              | ARC, BBC, CPC, DOS, ELE, PCW, ZX | Fantasy                    | Text              |
| Knight Orc                                     | 1987 | Level 9                    | Rainbird Software         | Peter Austin                       | KAOS         | Diverse                          | Fantasy                    | Text/Grafik       |
| Lancelot                                       | 1988 | Level 9                    | Mandarin Software         | Peter Austin                       | KAOS         | Diverse                          | Geschichte                 | Text/Grafik       |
| Lapis Philosophorum                            | 1985 | Ariolasoft                 | Ariolasoft                | Hans-Jürgen Richstein, A. Veldkamp |              | C64                              | Fantasy                    | Text/Grafik       |
| Last Days of Doom                              | 1990 | Topologika                 | Topologika                | Peter Killworth                    |              | BBC, CPC, DOS, ELE, PCW          | Science-Fiction            | Text              |
| Leather Goddesses of Phobos                    | 1986 | Infocom                    | Infocom                   | Steve Meretzky                     | ZIL          | Diverse                          | Science-Fiction            | Text              |
| Lord of the Rings: Game One                    | 1986 | Beam Software              | Melbourne House           | Philip Mitchell                    | Inglish      | Diverse                          | Fantasy, Literatur         | Text/Grafik       |
| Lords of Karma                                 | 1981 | Microcomputer Games        | Avalon Hill               | Gary Bedrosian                     |              | AII, AT8, PET, TRS               | Fantasy                    | Text              |
| Lords of Time                                  | 1983 | Level 9                    | Level 9                   | Sue Gazzard                        | A-Code       | Diverse                          | Zeitreisen                 | Text              |
| Macbeth                                        | 1984 | Oxford Digital Enterprises | Creative Sparks           |                                    |              | C64                              | Literatur                  | Text/Grafik       |
| Mindshadow                                     | 1984 | Interplay                  | Activision                | Brian Fargo                        |              | Diverse                          | Slice of Life              | Text/Grafik/Menüs |
| Mindwheel                                      | 1984 | Synapse Software           | Brøderbund                | Robert Pinsky                      | BTZ          | Diverse                          | Science-Fiction            | Text              |
| Moonmist                                       | 1986 | Infocom                    | Infocom                   | Stu Galley, Jim Lawrence           | ZIL          | Diverse                          | Krimi                      | Text              |
| Mord an Bord                                   | 1986 | Axis Komputerkunst         | Ariolasoft                | Jürgen Römer                       |              | AT8, C64                         | Krimi                      | Text              |
| Mystery Fun House                              | 1979 | Adventure International    | Adventure International   | Scott Adams                        |              | Diverse                          | Abenteuer                  | Text              |
| Mystery House                                  | 1980 | On-Line Systems            | On-Line Systems           | Ken Williams, Roberta Williams     |              | Diverse                          | Krimi                      | Text/Grafik       |
| Myth                                           | 1989 | Magnetic Scrolls           | Rainbird Software         | Paul Findley                       | FRED/ELTHAM  | Diverse                          | Mythen                     | Text/Grafik       |
| Nibelungen                                     | 1985 | Axis Komputerkunst         | Ariolasoft                | Heribert Arenz                     |              | AT8, C64                         | Literatur                  | Text/Grafik       |
| Nine Princes in Amber                          | 1985 | Telarium                   | Telarium                  | Seth Godin                         |              | Diverse                          | Fantasy                    | Text/Grafik       |
| Nord and Bert Couldn’t Make Head or Tail of It | 1987 | Infocom                    | Infocom                   | Jeff O’Neill                       | ZIL          | Diverse                          | Slice of Life              | Text              |
| Ooze                                           | 1988 | Dragonware Games           | Ariolasoft                | Guido Henkel                       |              | AMI, ST, DOS                     | Horror                     | Text/Grafik       |
| Perry Mason: The Case of the Mandarin Murder   | 1985 | Telarium                   | Telarium                  | Seth Godin                         |              | Diverse                          | Krimi                      | Text/Grafik       |
| Personal Nightmare                             | 1989 | Horror Soft                | Horror Soft               | A. Bridgman, A. Cox, M. Woodroffe  | AGOS         | AMI, ST, DOS, MAC, WIN           | Horror                     | Text/Grafik       |
| Philosopher’s Quest                            | 1979 |                            | Acornsoft, Topologika     | Peter Killworth                    |              | BBC, CPC, DOS, ELE, ZX           | Fantasy                    | Text              |
| Pimania                                        | 1982 | Automata                   | Automata                  | Mel Croucher                       |              | Diverse                          | Fantasy                    | Text/Grafik       |
| Pirate Adventure                               | 1979 | Adventure International    | Adventure International   | Scott Adams                        |              | Diverse                          | Abenteuer                  | Text              |
| Planet of Death                                | 1981 | Artic Computing            | Artic Computing           | Richard Turner, Chris Thornton     |              | C64, CPC, ZX                     | Science-Fiction            | Text              |
| Planetfall                                     | 1983 | Infocom                    | Infocom                   | Steve Meretzky                     | ZIL          | Diverse                          | Science-Fiction            | Text              |
| Plundered Hearts                               | 1987 | Infocom                    | Infocom                   | Amy Briggs                         | ZIL          | Diverse                          | Abenteuer                  | Text              |
| Pyramid of Doom                                | 1979 | Adventure International    | Adventure International   | Scott Adams                        |              | Diverse                          | Abenteuer                  | Text              |
| Rambo: First Blood Part II                     | 1985 | Angelsoft                  | Mindscape                 |                                    |              | AII, DOS, MAC                    | Spionage                   | Text              |
| Red Moon                                       | 1985 | Level 9                    | Level 9                   | Peter Austin, David Williamson     | A-Code       | Diverse                          | Fantasy                    | Text/Grafik       |
| Rendezvous with Rama                           | 1984 | Byron Preiss V. P.         | Telarium                  | Byron Preiss, Arthur C. Clarke     |              | Diverse                          | Science-Fiction            | Text/Grafik       |
| Return to Doom                                 | 1988 | Topologika                 | Topologika                | Peter Killworth                    |              | BBC, CPC, DOS, ELE, PCW          | Science-Fiction            | Text              |
| Return to Eden                                 | 1984 | Level 9                    | Level 9                   | Peter Austin                       | A-Code       | Diverse                          | Science-Fiction            | Text/Grafik       |
| Ripper!                                        | 1984 | Avalon Hill                | Avalon Hill               | John Winnie, Stanley Baronett Jr.  |              | C64                              | Literatur                  | Text              |
| Saigon: The Final Days                         | 1981 | Adventure International    | Adventure International   | Jyym Pearson, Robyn Pearson        |              | AT8, TRS                         | Geschichte, Spionage       | Text              |
| Savage Island                                  | 1980 | Adventure International    | Adventure International   | Scott Adams                        |              | Diverse                          | Abenteuer                  | Text/Grafik       |
| Savage Island Part Two                         | 1981 | Adventure International    | Adventure International   | Scott Adams                        |              | Diverse                          | Abenteuer                  | Text/Grafik       |
| Scapeghost                                     | 1989 | Level 9                    | Level 9                   | Peter Austin                       | KAOS         | Diverse                          | Krimi                      | Text/Grafik       |
| Seastalker                                     | 1984 | Infocom                    | Infocom                   | Stu Galley, Jim Lawrence           | ZIL          | Diverse                          | Abenteuer                  | Text              |
| Secret Mission                                 | 1979 | Adventure International    | Adventure International   | Scott Adams                        |              | Diverse                          | Spionage                   | Text              |
| Sellardore Tales                               | 1991 | Sherston Software          | Sherston Software         | Marshal Anderson                   |              | ARC, BBC, MAC, WIN               | Edutainment                | Text/Grafik       |
| Sherlock                                       | 1984 | Beam Software              | Melbourne House           | Philip Mitchell                    | Inglish      | C64, ZX                          | Krimi, Literatur           | Text/Grafik       |
| Sherlock: The Riddle of the Crown Jewels       | 1987 | Infocom                    | Infocom                   | Bob Bates                          | ZIL          | Diverse                          | Krimi                      | Text              |
| Ship of Doom                                   | 1982 | Artic Computing            | Artic Computing           | Charles Cecil                      |              | C64, CPC, ZX                     | Science-Fiction            | Text              |
| Shogun                                         | 1989 | Infocom                    | Infocom                   | Dave Lebling                       | ZIL          | Diverse                          | Literatur                  | Text/Grafik       |
| Silicon Dreams                                 | 1986 | Level 9                    | Rainbird Software         | Mike, Nick und Peter Austin        | A-Code       | Diverse                          | Science-Fiction            | Text/Grafik       |
| Snowball                                       | 1983 | Level 9                    | Level 9                   | Peter Austin                       | A-Code       | Diverse                          | Science-Fiction            | Text              |
| Softporn Adventure                             | 1981 | Blue Sky Software          | On-Line Systems           | Chuck Benton                       |              | AII, AT8, DOS                    | Alltag                     | Text              |
| Sorcerer                                       | 1984 | Infocom                    | Infocom                   | Steve Meretzky                     | ZIL          | Diverse                          | Fantasy                    | Text              |
| Spellbreaker                                   | 1985 | Infocom                    | Infocom                   | Dave Lebling                       | ZIL          | Diverse                          | Fantasy                    | Text              |
| Spellcasting 101                               | 1990 | Legend Entertainment       | Legend Entertainment      | Steve Meretzky                     |              | DOS                              | Slice of Life, Fantasy     | Text/Grafik/Menüs |
| Spellcasting 201                               | 1991 | Legend Entertainment       | Legend Entertainment      | Steve Meretzky                     |              | DOS                              | Slice of Life, Fantasy     | Text/Grafik/Menüs |
| Spellcasting 301                               | 1992 | Legend Entertainment       | Legend Entertainment      | Steve Meretzky                     |              | DOS                              | Slice of Life/Fantasy      | Text/Grafik/Menüs |
| Spy Snatcher                                   | 1992 | Topologika                 | Topologika                | Jonathan Partington                |              | ARC, BBC, DOS, ELE, ST           | Spionage                   | Text              |
| Starcross                                      | 1982 | Infocom                    | Infocom                   | Dave Lebling                       | ZIL          | Diverse                          | Science-Fiction            | Text              |
| Stationfall                                    | 1987 | Infocom                    | Infocom                   | Steve Meretzky                     | ZIL          | Diverse                          | Science-Fiction            | Text              |
| Strange Odyssey                                | 1979 | Adventure International    | Adventure International   | Scott Adams                        |              | Diverse                          | Science-Fiction            | Text              |
| Suspect                                        | 1984 | Infocom                    | Infocom                   | Dave Lebling                       | ZIL          | Diverse                          | Krimi                      | Text              |
| Suspended                                      | 1983 | Infocom                    | Infocom                   | Michael Berlyn                     | ZIL          | Diverse                          | Science-Fiction            | Text              |
| Suspicious Cargo                               | 1991 | Imagitec                   | Gremlin Graphics          |                                    |              | AMI, ST                          | Science-Fiction            | Text/Grafik/Menüs |
| Swiss Family Robinson                          | 1984 | Tom Snyder Productions     | Windham Classics          | David Dockterman                   |              | AII, C64                         | Abenteuer, Literatur       | Text/Grafik       |
| Tass Times in Tonetown                         | 1986 | Interplay                  | Activision                | Michael Berlyn                     | ADVENT       | Diverse                          | Science-Fiction            | Text/Grafik/Menüs |
| Terrormolinos                                  | 1985 | Lever/Jones                | Melbourne House           | Trevor Lever, Peter Jones          | The Quill    | Diverse                          | Slice of Life              | Text/Grafik       |
| Thaumistry                                     | 2017 |                            |                           | Bob Bates                          | TADS         | LIN, MAC, WIN                    | Slice of Life, Fantasy     | Text/Grafik       |
| The Adventures of Buckaroo Banzai              | 1984 | Adventure International    | Adventure International   | Scott Adams                        |              | Diverse                          | Science-Fiction            | Text/Grafik       |
| The Count                                      | 1979 | Adventure International    | Adventure International   | Scott Adams                        |              | Diverse                          | Abenteuer, Horror          | Text              |
| The Curse of Crowley Manor                     | 1981 | Adventure International    | Adventure International   | Jyym Pearson                       |              | Diverse                          | Krimi, Geschichte          | Text/Grafik       |
| The Dallas Quest                               | 1984 | Datasoft                   | Datasoft                  | James Garon                        |              | Diverse                          | Slice of Life              | Text/Grafik       |
| The Guild of Thieves                           | 1987 | Magnetic Scrolls           | Rainbird Software         | Robert Steggles                    |              | Diverse                          | Fantasy                    | Text/Grafik       |
| The Hitchhiker’s Guide to the Galaxy           | 1984 | Infocom                    | Infocom                   | Douglas Adams                      | ZIL          | Diverse                          | Science-Fiction            | Text              |
| The Hobbit                                     | 1982 | Beam Software              | Melbourne House           | Philip Mitchell, Veronika Megler   | Inglish      | Diverse                          | Fantasy                    | Text/Grafik       |
| The Institute                                  | 1983 | Screenplay                 | Screenplay                | Jyym Pearson, Robyn Pearson        |              | Diverse                          | Horror                     | Text/Grafik       |
| The Lurking Horror                             | 1987 | Infocom                    | Infocom                   | Dave Lebling                       | ZIL          | Diverse                          | Horror                     | Text              |
| The Mask of the Sun                            | 1982 | Ultrasoft                  | Brøderbund                | Alan B. Clark                      | UltraVision  | AII, AT8, C 64                   | Abenteuer                  | Text/Grafik       |
| The Mist                                       | 1985 | Angelsoft                  | Mindscape                 | Raymond Benson                     |              | AII, DOS, MAC                    | Horror, Literatur          | Text              |
| The Pawn                                       | 1985 | Magnetic Scrolls           | Rainbird Software         | Robert Steggles                    |              | Diverse                          | Fantasy                    | Text/Grafik       |
| The Price of Magik                             | 1986 | Level 9                    | Level 9                   | Peter Austin                       | A-Code       | Diverse                          | Fantasy                    | Text/Grafik       |
| The Saga of Erik the Viking                    | 1984 | Level 9                    | Mosaic Publishing         | Peter Austin                       | A-Code       | Diverse                          | Mythen                     | Text/Grafik       |
| The Serpent’s Star                             | 1983 | Ultrasoft                  | Brøderbund                |                                    | Ultra        | AII, AT8, C64                    | Abenteuer                  | Text/Grafik       |
| The Shadows of Mordor                          | 1987 | Beam Software              | Melbourne House           | John Haward, Philip Mitchell       | Inglish      | Diverse                          | Fantasy, Literatur         | Text/Grafik       |
| The Tracer Sanction                            | 1984 | Interplay                  | Activision                | Brian Fargo                        |              | AII, C64, PCB                    | Science-Fiction            | Text/Grafik       |
| The Witness                                    | 1983 | Infocom                    | Infocom                   | Stu Galley                         | ZIL          | Diverse                          | Krimi                      | Text              |
| The Wizard of Oz                               | 1985 | Windham Classics           | Windham Classics          |                                    |              | Diverse                          | Fantasy, Literatur         | Text/Grafik       |
| The Worm in Paradise                           | 1985 | Level 9                    | Level 9                   | Peter Austin                       | A-Code       | Diverse                          | Science-Fiction            | Text/Grafik       |
| Time and Magik: The Trilogy                    | 1988 | Level 9                    | Mandarin Software         | Mike, Nick und Peter Austin        | KAOS         | Diverse                          | Fantasy, Zeitreisen        | Text/Grafik       |
| Timequest                                      | 1991 | Legend Entertainment       | Legend Entertainment      | Bob Bates                          |              | DOS                              | Science-Fiction            | Text/Grafik/Menüs |
| Treasure Island                                | 1985 | Byron Preiss V.P.          | Windham Classics          | Lee Jacknow                        |              | Diverse                          | Abenteuer, Literatur       | Text/Grafik       |
| Trinity                                        | 1986 | Infocom                    | Infocom                   | Brian Moriarty                     | ZIL          | Diverse                          | Zeitreisen                 | Text              |
| Urban Upstart                                  | 1983 | Richard Shepherd Software  | Richard Shepherd Software | Pete Cooke                         |              | C64, ZX                          | Slice of Life              | Text/Grafik       |
| Voodoo Castle                                  | 1979 | Adventure International    | Adventure International   | Scott Adams                        |              | Diverse                          | Abenteuer                  | Text              |
| Voodoo Island                                  | 1985 | Angelsoft                  | Mindscape                 | M.J. Sayer                         |              | AII, MAC, PCB                    | Abenteuer                  | Text              |
| Wishbringer                                    | 1985 | Infocom                    | Infocom                   | Brian Moriarty                     | ZIL          | Diverse                          | Fantasy                    | Text              |
| Wonderland                                     | 1990 | Magnetic Scrolls           | Virgin Games              | David Bishop                       | Magnetic WIN | Diverse                          | Literatur                  | Text/Grafik       |
| Zauberschloß                                   | 1984 |                            | Markt & Technik           | Dennis Merbach                     |              | AT8, C64, ZX                     | Fantasy                    | Text              |
| Zork I                                         | 1980 | Infocom                    | Infocom                   | Anderson/Blank/Daniels/Lebling     | ZIL          | Diverse                          | Fantasy                    | Text              |
| Zork II                                        | 1981 | Infocom                    | Infocom                   | Anderson/Blank/Daniels/Lebling     | ZIL          | Diverse                          | Fantasy                    | Text              |
| Zork III                                       | 1982 | Infocom                    | Infocom                   | Anderson/Blank/Daniels/Lebling     | ZIL          | Diverse                          | Fantasy                    | Text              |
| Zork Zero                                      | 1988 | Infocom                    | Infocom                   | Steve Meretzky                     | ZIL          | Diverse                          | Fantasy                    | Text/Grafik       |

## Interactive Fiction
| Spiel                                                    | Jahr | Autor                           | Engine   | Genre                              | Wettbewerbserfolge             |
| -------------------------------------------------------- | ---- | ------------------------------- | -------- | ---------------------------------- | ------------------------------ |
| 1893: A World’s Fair Mystery                             | 2002 | Peter Nepstad                   | TADS 2   | Krimi, Geschichte                  |                                |
| A Change in the Weather                                  | 1995 | Andrew Plotkin                  | Inform 6 | Slice of Life                      | IFComp 1995                    |
| According to Cain                                        | 2022 | Jim Nelson                      | TADS     | Krimi, Zeitreisen                  | XYZZY Awards 2022              |
| Alias „The Magpie“                                       | 2018 | J. J. Guest                     | Inform 7 | Abenteuer                          | IFComp 2018                    |
| Anchorhead                                               | 1998 | Michael Gentry                  | Inform 6 | Horror                             |                                |
| And Then You Come to a House Not Unlike the Previous One | 2021 | B.J. Best                       | Inform 7 | Slice of Life                      | IFComp 2021                    |
| Aotearoa                                                 | 2010 | Matt Wigdahl                    | Inform 7 | Abenteuer                          | IFComp 2010, XYZZY Awards 2010 |
| All Roads                                                | 2001 | Jon Ingold                      | Inform 6 | Zeitreisen/Krimi/Geschichte        | IFComp 2001, XYZZY Awards 2001 |
| Andromeda Apocalypse                                     | 2012 | Marco Innocenti                 | Inform 7 | Science-Fiction                    | IFComp 2012                    |
| Being Andrew Plotkin                                     | 2000 | J. Robinson Wheeler             | Inform 6 | Slice of Life                      | XYZZY Awards 2000              |
| Blue Chairs                                              | 2004 | Chris Klimas                    | Inform 6 | Slice of Life                      | XYZZY Awards 2004              |
| Blue Lacuna                                              | 2009 | Aaron A. Reed                   | Inform 7 | Science-Fiction                    | XYZZY Awards 2009              |
| Brain Guzzlers from Beyond!                              | 2015 | Steph Cherrywell                | Inform 7 | Science Fiction                    | IFComp 2015                    |
| Coloratura                                               | 2013 | Lynnea Glasser                  | Inform 7 | Science-Fiction                    | IFComp 2013, XYZZY Awards 2012 |
| Counterfeit Monkey                                       | 2012 | Emily Short                     | Inform 7 | Spionage, Literarisches Experiment | XYZZY Awards 2012              |
| Cryptozookeeper                                          | 2011 | Robb Sherwin                    | Hugo     | Science-Fiction                    | XYZZY Awards 2011              |
| Curses                                                   | 1993 | Graham Nelson                   | Inform 6 | Zeitreisen                         |                                |
| Earth and Sky 2: Another Earth, Another Sky              | 2002 | Paul O’Brian                    | Inform 6 | Science Fiction                    | IFComp 2002                    |
| Earth And Sky 3: Luminous Horizon                        | 2004 | Paul O’Brian                    | Inform 6 | Science-Fiction                    | IFComp 2004                    |
| Floatpoint                                               | 2006 | Emily Short                     | Inform 7 | Science-Fiction                    | IFComp 2006                    |
| Hunger Daemon                                            | 2014 | Sean M. Shore                   | Inform 7 | Slice of Life                      | IFComp 2014                    |
| I-0                                                      | 1997 | Adam Cadre                      | Inform 6 | Slice of Life                      | XYZZY Awards 1997              |
| Kaged                                                    | 2000 | Ian Finley                      | TADS 2   | Science-Fiction                    | IFComp 2000                    |
| Lost Pig                                                 | 2007 | Admiral Jota                    | Inform 6 | Fantasy                            | IFComp 2007, XYZZY Awards 2007 |
| Photopia                                                 | 1998 | Adam Cadre                      | Inform 6 | Slice of Life                      | IFComp 1998                    |
| Rover's Day Out                                          | 2009 | Jack Welch, Ben Collins-Sussman | Inform 7 | Science-Fiction                    | IFComp 2009                    |
| Savoire Faire                                            | 2002 | Emily Short                     | Inform 6 | Geschichte/Fantasy                 | XYZZY Awards 2002              |
| Slouching Towards Bedlam                                 | 2003 | Star Foster, Daniel Ravipinto   | Inform 6 | Steampunk                          | IFComp 2003, XYZZY Awards 2003 |
| So Far                                                   | 1996 | Andrew Plotkin                  | Inform 6 | Fantasy                            | XYZZY Awards 1996              |
| Spider and Web                                           | 1998 | Andrew Plotkin                  | Inform 6 | Spionage, Science-Fiction          | XYZZY Awards 1998              |
| Superluminal Vagrant Twin                                | 2016 | C.E.J. Pacian                   | Inform 7 | Science-Fiction                    | XYZZY Awards 2016              |
| Taco Fiction                                             | 2011 | Ryan Veeder                     | Inform 7 | Slice of Life                      | IFComp 2011                    |
| The Edifice                                              | 1997 | Lucian P. Smith                 | Inform 6 | Zeitreisen                         | IFComp 1997                    |
| The Elysium Enigma                                       | 2006 | Eric Eve                        | TADS 3   | Science-Fiction                    | XYZZY Awards 2006              |
| The Impossible Bottle                                    | 2020 | Linus Åkesson                   | Dialog   | Slice of Life                      | IFComp 2020                    |
| The Meteor, The Stone And A Long Glass Of Sherbet        | 1996 | Graham Nelson                   | Inform 6 | Fantasy                            | IFComp 1996                    |
| The Wizard Sniffer                                       | 2017 | Buster Hudson                   | Inform 7 | Fantasy                            | IFComp 2017, XYZZY Awards 2017 |
| Tinseltown Blues                                         | 2002 | Chip Hayes                      | Inform 6 | Slice of Life                      | Spring Thing                   |
| Uncle Zebulon's Will                                     | 1995 | Magnus Olsson                   | TADS 2   | Slice of Life                      | IFComp 1995                    |
| Varicella                                                | 1999 | Adam Cadre                      | Inform 6 | Geschichte                         | XYZZY Awards 1999              |
| Vespers                                                  | 2005 | Jason Devlin                    | Inform 6 | Geschichte/Horror                  | IFComp 2005, XYZZY Awards 2005 |
| Violet                                                   | 2008 | Jeremy Freese                   | Inform 7 | Slice of Life                      | IFComp 2008, XYZZY Awards 2008 |
| What Heart Heard Of, Ghost Guessed                       | 2021 | Amanda Walker                   | Inform 7 | Horror                             | XYZZY Awards 2021              |
| Winter Wonderland                                        | 1999 | Laura Knauth                    | Inform 6 | Fantasy                            | IFComp 1999                    |
| Zozzled                                                  | 2019 | Steph Cherrywell                | Inform 7 | Geschichte                         | IFComp 2019                    |